# Берёзовка (Ирбитское муниципальное образование)
Берёзовка — деревня в Ирбитском МО Свердловской области.

## Географическое положение
Деревня Берёзовка муниципального образования «Ирбитское» находится в 12 километрах на юг-юго-востоке от города Ирбит (по автомобильной дороге — 13 километрах), преимущественно на правом берегу реки Берёзовка (левый приток реки Кирга).

## История
В начале XX века отмечалось, что село было расположено на мелких речках и преимущественно на речке Берёзовке, от которой село получило своё название, при дороге из города Ирбита к станции Поклевской Екатеринбургско-Тюменской железной дороги. Село основано, по преданиям, казаками, отставшими от шайки Ермака Тимофеевича, на что указывает название одного урочища Казачьим. В селе существовала церковно-приходская школа.
В 1977 году к деревне была присоединена слившаяся с ней деревня Коновлята.

## Население
В 1900 году населением села были все русские, православные, но фамилии некоторых из них и употребляемые в речи слова говорят о присутствии татар. Население села в 1900 году составляло 788 мужчин и 803 женщины. Главное занятие состояло в земледелии и в заработке в городе Ирбите во время ярмарки, куда многие уходили в услужение. Деревень в приходе было пять: Коновалова — 0,5 версты, Чернова — 1,5 версты, Злыгостева — 7 верст, Новгородова — 4 версты и Речкалова — 5 верст.
| 2002 | 2010 | 2021 |
| ---- | ---- | ---- |
| 117  | ↗132 | ↘119 |

## Знаменская церковь
До 1886 года в селе существовал каменный двухэтажный храм в честь Знаменской иконы Божией Матери, а в 1886 году верхний этаж храма был разобран вследствие грозившей ему опасности разрушения, а в храме нижнего этажа совершалось богослужение до 1890 года. В 1890 году был разобран и нижний этаж и взамен разобранного, был построен (заложен) каменный с тремя престолами, одноэтажный храм в честь Знаменския иконы Божией Матери. Главный престол в нём был освящён в 1893 году, придел во имя святых мучеников Кирика и Иулитты в 1895 году и придел во имя святых мучеников Флора и Лавра ещё недостроен. В начале XX века в приходе была приписная каменная церковь в деревне Черновой. Она перестроена из часовни и была освящена в память Воздвижения Креста Господня в 1890 году. Кроме того есть ещё часовни в деревне Речкаловой — каменная и в деревне Новгородовой — деревянная, в память чудесного спасения Царской Семьи от опасности 17 октября 1888 г. Для помещения причта имелись церковные дома. С 1929 года служба не проводилась из-за отсутствия священника, а в 1932 году храм был закрыт.
В настоящее время храм не восстанавливается, купол и колокольня целы, росписи стен не сохранились.